# Jak-42

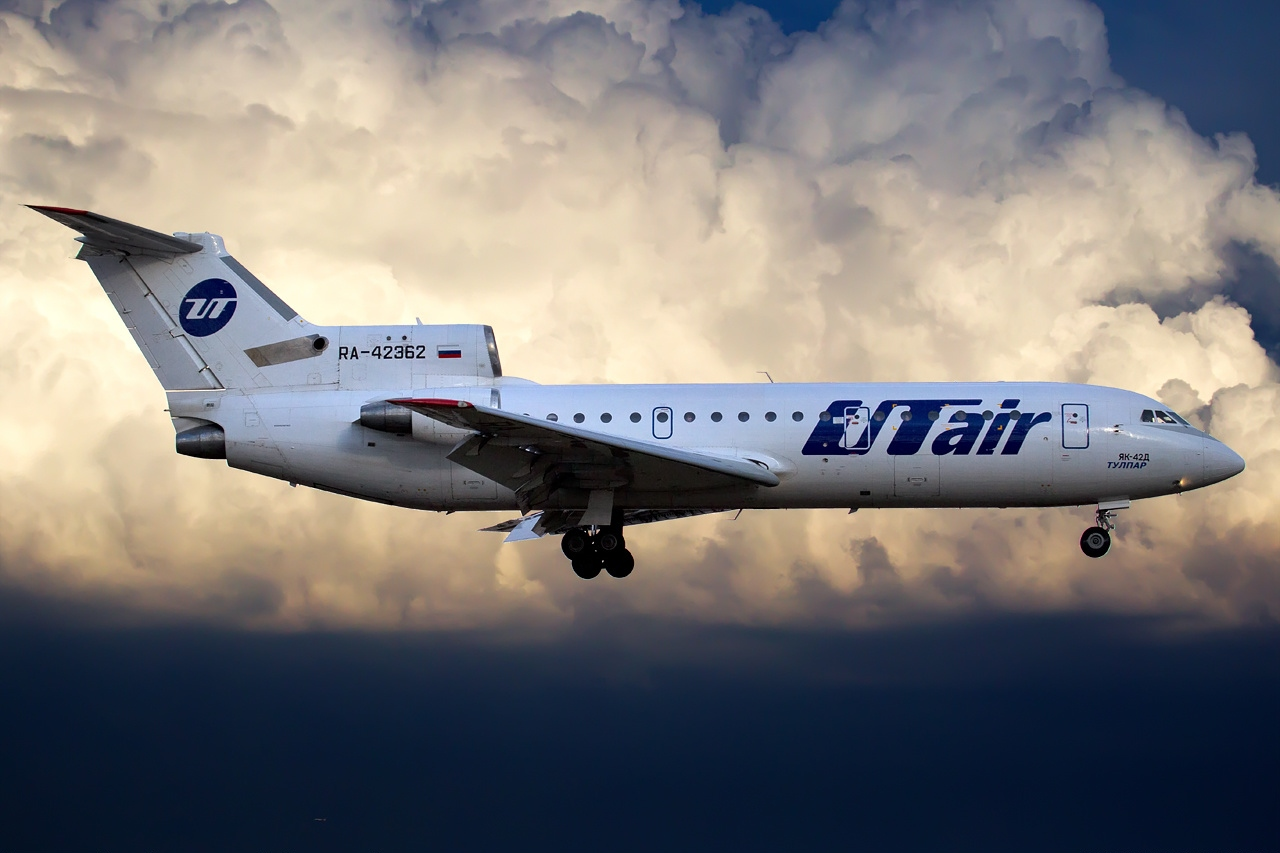
Jak-42D linii lotniczych UTair Aviation

Jak-42 (ros. Як-42; kod NATO: Clobber) – radziecki średniodystansowy samolot komunikacyjny.
Został skonstruowany, by zastąpić w służbie Aerofłotu samoloty An-24, Tu-134 i Ił-18. Loty komercyjne rozpoczął w 1980 roku. Jak-42 jest wykorzystywany w programie badawczym z silnikiem śmigłowo-wentylatorowym oznaczonym 42E-LL, inne wersje stosowane są w badaniach z wyposażeniem optoelektronicznym.

## Wersje
- Jak-42D – o zwiększonym zasięgu
- Jak-42T – transportowy
- Jak-42B – z awioniką firmy Bendix

## Operatorzy
Operatorzy cywilni samolotu Jak-42 (stan na 1 stycznia 2021):
| Operator    | Ilość |
| ----------- | ----- |
| Iżawia      | 5     |
| KrasAvia    | 10    |
| RusJet      | 1     |
| Sirius-Aero | 2     |
| UTair Cargo | 4     |
| Łącznie     | 22    |

## Katastrofy samolotu Jak-42
- 17 grudnia 1997 samolot Jak-42 należący do linii lotniczych Aerosvit Airlines, lecący z Odessy do Salonik, rozbił się w górach, w trakcie podchodzenia do lądowania w Salonikach. W katastrofie lotu Aerosvit Airlines 241 zginęło 70 osób – wszyscy na pokładzie.
- 27 maja 2003 Jak-42 ukraińskiego operatora lotniczego przewożący 62 hiszpańskich żołnierzy i 12 członków załogi rozbił się w Turcji podczas próby międzylądowania w pobliżu Trabzonu. Nikt nie przeżył katastrofy. Samolot przewoził żołnierzy z misji w Afganistanie do bazy wojskowej w Saragossie.
- 7 września 2011 Jak-42 rosyjskiego operatora przewożący 45 osób rozbił się w obwodzie jarosławskim. Samolot przewoził drużynę hokejową Łokomotiw Jarosław[2].